# Christoph Lehmann (Skispringer)
Christoph Lehmann (* 28. Dezember 1968) ist ein ehemaliger Schweizer Skispringer.
Lehmann gab sein Debüt im Skisprung-Weltcup am 12. Dezember 1987 in Lake Placid, wo er mit Platz 12 auch seine ersten Weltcup-Punkte gewinnen konnte. Am 1. Januar 1988 konnte er beim Neujahrsspringen in Garmisch-Partenkirchen mit einem 9. Platz zum einzigen Mal in seiner Karriere unter die besten zehn springen. Bei den Olympischen Winterspielen 1988 in Calgary gehörte er mit 19 Jahren als jüngster Schweizer Teilnehmer zum Aufgebot und erreichte von der Normalschanze den 56. und von der Grossschanze den 44. Platz. Im Teamspringen wurde er gemeinsam mit Gérard Balanche, Fabrice Piazzini und Christian Hauswirth am Ende Achter. In den ersten beiden Weltcup-Springen nach den Olympischen Spielen konnte er in Planica und Lake Placid erneut in die Punkteränge springen. Er beendete die Saison auf dem 48. Platz in der Weltcup-Gesamtwertung. Bei der Nordischen Skiweltmeisterschaft 1989 in Lahti sprang er von der Normalschanze auf den 44. Platz und von der Grossschanze auf den 53. Platz. In den folgenden Jahren konnte er im Weltcup keine vorderen Platzierungen mehr erreichen. Bei der Skiflug-Weltmeisterschaft 1990 in Vikersund flog er auf den 38. Platz. Am 23. März 1991 gelang es ihm mit Platz 16 beim Skifliegen in Planica noch einmal, unter die besten zwanzig zu springen.
Nachdem er am 30. Dezember 1992 in Oberstdorf erneut nur den 60. Platz erreicht hatte, wurde er fest in das Kader für den neu geschaffenen Skisprung-Continental-Cup versetzt, sprang dort noch bis zum Ende der Saison und beendete anschliessend seine aktive Skisprungkarriere.